# Catherine Cookson
Catherine Cookson DBE, född 20 juni 1906 i South Shields, Tyne and Wear (i dåv. County Durham), död 11 juni 1998 i Newcastle-upon-Tyne, var en brittisk författare.
Cookson gav ut sin första roman, Kate Hannigan, 1949. Hon kom att bli en av vår tids mest älskade och lästa författare. Hennes böcker, som ofta utspelas i lantlig miljö i norra England i slutet av 1800-talet, har sålts i över 100 miljoner exemplar världen över och översatts till ett tjugotal språk. Flera av hennes romaner har också blivit TV-serier, bland annat Tilly Trotter. Bland hennes mest populära böcker kan nämnas Hjärtats val, Farväl Hamilton, Lång väg till lyckan, Ett ljus i mörkret och Kärlekens spel.
Som tecken på hennes erkännande upptogs Cookson 1986 som officer i Brittiska Imperieorden, OBE. Hon adlades 1993, då hon i samma orden upphöjdes till kommendör av 1 klass (Dame Commander).

## Svenska översättningar

### Vuxenböcker
(Översättning Britte-Marie Bergström och förlag Bonnier, om ej annat anges)
- Vanessa (The round table) (översättning Ella Fallenius, 1969)
- Glasjungfrun (The glass virgin) (översättning Gertrud Hemmel, 1971)
- Ödets lekar (Feathers in the fire) (översättning Ingemar Forsström, Wahlström & Widstrand, 1972)
- Huset på heden (The dwelling place) (översättning Else Lundgren, 1972)
- Vit som en lilja (Pure as the lily) (översättning Henrik Nanne, Wahlström & Widstrand, 1973)
- En vanlig hygglig kille (The nice bloke) (översättning Elsa Mossner, Semic, 1974)
- Det onda arvet (The Mallen streak) (1974)
- Armodets barn (Kate Hannigan) (översättning Marie Persson, Semic, 1974)
- Sjätte budet (The garment) (översättning Elsa Mossner, Semic, 1974)
- Barbara (The Mallen girl) (1975)
- Förbannelsens år (The Mallen litter) (1976)
- Ödets makt (The tide of life) (översättning Mia Grönblad, 1977)
- Gökungen (The girl) (översättning Gertrud Hemmel, 1978)
- Lyckan är som glas (The cinder path) (1979)
- Tilly Trotter: kärlekens många ansikten (Tilly Trotter) (1980)
- Tilly Trotter: kärlekens irrvägar (Tilly Trotter wed) (1981)
- Tilly Trotter: kärlekens höst (Tilly Trotter widowed) (1982)
- Gycklarens dotter (The whip) (1983)
- Kärlekens dalar (The black velvet gown) (1985)
- Hatets barn (A dinner of herbs) (1986)
- Älvan (The moth) (1987)
- Hjärtats val (The parson's daughter) (1988)
- Ödets dotter (The cultured handmaiden) (1990)
- Det svarta ljuset (The black candle) (1991)
- Det bortglömda barnet (The Harrogate secret) (1992)
- De utstötta (The Gillyvors) (1993)
- Millie (The rag nymph) (1994)
- Fågel utan vingar (The wingless bird) (1995)
- Lång väg till lyckan (The tinker's girl) (1996)
- Den besatta (The obsession) (1997)
- I största hemlighet (The upstart) (1998)
- Kärlekens spel (The desert crop) (1999)
- Torsdagsvännen (The Thursday friend) (översättning Britt Arenander, 2000)
- Kate Hannigans dotter (Kate Hannigan's girl) (översättning Margareta Järnebrand, 2001)
- Ett ljus i mörkret (A house divided) (översättning Lisbet Holst, 2002)

### Ungdomsböcker
(Översättning Nina Lunabba och förlag B. Wahlström, om ej annat anges)
- Polo, den lilla gruvponnyn (The nipper) (översättning Ulf Mårtensson, 1974)
- Hamilton (Hamilton) (1988)
- Farväl Hamilton (Goodbye Hamilton) (1988)
- Harold (Harold) (1989)
- Bill Bailey (Bill Bailey) (översättning Aina Larsson, 1990)
- Bill Baileys värld (Bill Bailey's lot) (1991)
- Bill Baileys dotter (Bill Bailey's daughter) (1992)